# Neritos flavimargo
Neritos flavimargo är en fjärilsart som beskrevs av James John Joicey och Talbot 1916. Neritos flavimargo ingår i släktet Neritos och familjen björnspinnare. Inga underarter finns listade i Catalogue of Life.